# Сержи (Эна)
Сержи́ (фр. Sergy) — коммуна во Франции, находится в регионе Пикардия. Департамент коммуны — Эна. Входит в состав кантона Фер-ан-Тарденуа. Округ коммуны — Шато-Тьерри.
Код INSEE коммуны — 02712.

## Население
Население коммуны на 2010 год составляло 164 человека.
| 1962 | 1968 | 1975 | 1982 | 1990 | 1999 | 2010 |
| ---- | ---- | ---- | ---- | ---- | ---- | ---- |
| 159  | 142  | 141  | 125  | 134  | 143  | 164  |

## Экономика
В 2010 году среди 108 человек трудоспособного возраста (15—64 лет) 94 были экономически активными, 14 — неактивными (показатель активности — 87,0 %, в 1999 году было 59,6 %). Из 94 активных жителей работали 83 человека (43 мужчины и 40 женщин), безработных было 11 (6 мужчин и 5 женщин). Среди 14 неактивных 5 человек были учениками или студентами, 6 — пенсионерами, 3 были неактивными по другим причинам.